# Zombie Loan
Zombie-Loan (яп. ゾンビローン Дзомби Ро:н, Зомби на доверии) или Кредит Зомби — японская манга, автором которой являются Peach-Pit. Манга была опубликована издательством Square Enix и выпускалась как сэйнэн-манга в журнале GFantasy с 2003 года. Манга была лицензирована для выпуска на территории США компанией Yen Press.
Аниме-сериал, созданный на основе сюжета манги, был создан студией Xebec M2. Он состоял из 11 серий и транслировался по японскому телеканалу TV Asahi с 3 июля по 11 сентября 2007 года. 12 и 13 серии были выпущены на DVD изданиях в апреле 2008 года, однако никаких официальных анонсов телевещания двух последних серий не состоялось.

## Сюжет
Митиру Кита, молодая школьница, обладает уникальной способностью видеть «знаки смерти» на окружающих людях. По этой причине она носит очки, благодаря которым видит как обычный человек. Однако она случайно становится свидетельницей того, как два парня из её школы, Тика Акацуки и Сито Татибана, сражаются с собакой-зомби и отправляют её душу на тот свет. Из-за того, что Митиру раскрывает их, они, угрожая убить её, заставляют работать на них. Главная их цель — выслеживание людей с «кольцами смерти» (которые Митиру видит) — их надо вовремя убить, иначе рано или поздно они превращаются в зомби и начинают пожирать плоть людей.
Зомби, по сюжету аниме, это человек, клеймлённый «кольцом смерти», но избежавший судьбы и выживший. Он физически превосходит простого человека, и его крайне сложно убить. Если человеком, ставшим зомби, движут сильные чувства, он сохраняет рассудок и внешне неотличим от простого человека. Как и человек, нуждается во сне и питании. В потустороннем мире они называются «зомби-нелегалы». На них ведут охоту синигами или зомби, получившие лицензии от особых организаций (такие, как Тика и Сито).

## Список персонажей
Митиру Кита (яп. 紀多 みちる Кита Митиру) — главная героиня, по непонятной причине способная видеть чёрные кольца — знаки смерти на людях. Но когда она носит очки, видит как обычные люди. По этой причине раньше боялась снимать очки. Случайно становится свидетелем того, как Тика и Сито убивают собаку-зомби и отправляют её душу на тот свет. Под страхом быть убитой она вынуждена помогать парням искать людей со знаком смерти. Она умирает, когда её смертельно ранит медсестра, ставшая зомби. Однако её воскрешают как человека в зомби-конторе, и после этого она соглашается работать на контору, чтобы заплатить огромную сумму за предоставленную «услугу». Позже выясняется, что Митиру способна понимать речь синигами, и один из них начинает всё время следовать за ней, потеряв так называемое ядро, которое является главным источником силы обитателей потустороннего мира, и превратившись в крошечного тиби. Позже выясняется, что Митиру может контролировать пространство и в ней скрыты силы настоящего синигами.
Сэйю: Хоко Кувасима
Тика Акацуки (яп. 赤月 知佳 Акацуки Тика) — легальный зомби. Очень весёлый, простой и вспыльчивый парень. За 6 месяцев до начала истории попал в автокатастрофу с Сито и был воскрешён в зомби-конторе, но его правую руку перепутали с рукой Сито и с одной стороны, после воскрешения рука Тики больше не сможет прижиться к нему, с другой стороны, если не находится рядом с Сито, то рука начнёт отмирать. Это же касается самого Ситы, которому вживили руку Тики. Но для того, чтобы материализовать оружие, Тика и Сита должны обменяться руками. По этой причине они вынуждены всегда находиться рядом и на дух не переносят друг друга. Тика родом из бедной семьи и хотя поклялся, что деньги не завоюют его волю, крайне заинтересован в большой прибыли и готов на всё ради огромных сумм.
Сэйю: Кэнъити Судзумура
Сито Татибана (яп. 橘 思徒 Татибана Сито) — легальный зомби. В отличие от Тики, очень серьёзный и задумчивый парень. Вынужден находится рядом с ним, так как носит его кисть руки, а для того, чтобы призвать оружие, нужно обменяться руками. Позже выясняется, что Сито уже примерно 2 века, а сам он родом из Шанхая, из благородной семьи, которая веками пыталась узнать тайну бессмертия, а сам Сито родился бессмертным (зомби). Его презирали, но единственная женщина в семье дарила ему любовь и ласку. Он сохранил от неё на память гребень. Привязался к девочке Голему, был расстроен её смертью.
Сэйю: Такахиро Сакурай
Бэкко (яп. 鼈甲 Бэкко:) — менеджер зомби-конторы, оформляет кредиты. Несмотря на то, что внешне он кажется очень скупым, он не жалеет пожертвования на погребальные церемонии и даёт деньги семьям умершего зомби. Хотя на нём нет чёрного кольца, он бессмертен и не является человеком.
Сэйю: Тосиюки Морикава
Юта (яп. 由詩 Ю:та) — помощник менеджера зомби-конторы. Занимается в основном сбором данных, лечением легальных зомби из Z-Loan. Обладает уникальной способностью лечить эктоплазмой.
Сэйю: Тива Сайто
Оцу Саватари (яп. 沢渡 乙 Саватари Оцу) — зомби, работает в качестве медицинского аспиранта. Расследует дела о смерти, связанные с зомби, вскрывает их тела. Часто из-за его внешности Оцу принимают за бандита. Использует в борьбе голубое пламя из эктоплазмы.
Сэйю: Таканори Хосино
Сотэцу Асо (яп. 麻生 蘇鉄 Асо: Сотэцу) — легальный зомби. Практически всегда прогуливает школу. Любит путешествовать по разным странам и пробовать экзотические блюда. И возвращается лишь когда ему нужно погасить зомби-кредит. Коёми рассказала, что однажды после пьянки оказалась голой в одной с ним постели .
Сэйю: Кэнтаро Ито
Коёми Ёимати (яп. 宵町 暦 Ёимати Коёми) — страдает раздвоением личности. Одна сторона это Коёми — весёлая и беззаботная девушка. Другая сторона — Ёми — пробуждается очень редко, в основном, при контакте с Митиру. Она очень таинственная и тихая, влюбляется в Митиру и всегда при возможности домогается к ней. Ёми также обладает силой экзорцистита и может использовать «язык мёртвых». Позже выясняется что Ёми это дух мальчика из клана Ёсицухара, попавший в тело Коёми.
Сэйю: Кана Уэда
Симоцуки Кусэ (яп. 久世 霜月 Кусэ Симоцуки) — директор общежития, где живут главные герои. Любит детективные игры. Несмотря на свой юный возраст, очень умная и ведёт себя, как взрослый человек. Она укрощает парня-оборотня, которого называет Райка (в некоторых переводах — Люка от ликантропа), и после того, как обучает его речи, элементарным правилам человеческого общества и «идеальному послушанию», отправляет работать в зомби-контору. Райка способен также открывать двери в разные сверхъестественные миры.
Сэйю: Саори Гото
Рэйитиро Сиба (яп. 芝 怜一朗 Сиба Рэйитиро:) — зомби-нелегал, известный как «мотылёк», старый друг Тики. Верил, что, получив кольцо смерти, станет богом, и похищал девушек, принося их в жертвы. Во время боя с Тикой сбрасывается с крыши многоэтажного здания и его забирает синигами. По какой-то причине становится синигами-самозванцем. В 41 главе манги выясняется причина: Рэйитиро украл ядро у другого синигами по имени Дзарамэ и приобрёл новую силу.
Сэйю: Дзюнъити Сувабэ
Дзарамэ-сама — настоящий синигами, по словам Тики и Сито, убивает всех, кто встаёт на его пути. Так, впервые появляется, когда забирает Сибу в мир иной. После того, как у него крадут ядро, поддерживающее материальное тело и силу, он превращается в маленького тиби. Его берёт к себе Митиру, несмотря на многочисленные угрозы и ранения в голову. Она также единственная, кто может понимать, что он говорит. Позже он начинает давать советы Митиру и в конце концов выступает в качестве защитника. В 41 главе манги выясняется, что именно Сиба украл у Дзарамэ ядро, а сам он рядом с ней может приобретать истинную форму на какое-то время. К концу истории так и остаётся тиби.

## Медиа-издания

### Манга
Манга была создана Peach-Pit, дуэтом женщин-мангак: Банри Сэндо и Сибуко Эбарой, которые стали известны благодаря другим работам, таким, как Rozen Maiden, Shugo Chara! и DearS. Манга впервые начала публиковаться в мае 2003 года издательством Square Enix и публиковалась в японском сэйнэн-журнале GFantasy. Тринадцатый и последний том манги был выпущен в апреле 2011 года. Манга была опубликована на территории США компанией Yen Press.

### Аниме
Аниме-сериал, созданный на основе сюжета манги, был создан студией Xebec M2, состоял из 11 серий и транслировался по японскому телеканалу TV Asahi с 3 июля по 11 сентября 2007 года в 13:40 по местному времени. Музыкальное оформления к аниме сочинил Хироюки Савано. 12 и 13 серии были выпущены на DVD-изданиях второго региона в апреле 2008 года, однако никаких официальных анонсов телевещания двух последних серий не состоялось, по этой причине сюжет сериала из-за отсутствия последних серий был оборван.
Открытие
- О:ками но Нодо (オオカミのノド?, «Wolf's Throat») исполняют: The Birthday

Концовка
- Тэин Рингу (チェインリング?, «Chain Ring») исполняют: Mucc[5]

#### Список серий аниме
| #  | Название                                                | Дата выхода       |  |
| -- | ------------------------------------------------------- | ----------------- |  |
|    |                                                         |                   |  |
| 01 | Grim Reaper Eyes «Синигами но мэ» (死神の目)            | 3 июля, 2007      |  |
| 02 | Want To Die? «Иттоку?» (逝っとく?)                      | 10 июля, 2007     |  |
| 03 | Dead Man's Tongue «Сися но сита» (死者の舌)             | 17 июля, 2007     |  |
| 04 | Butterfly Flutter «Тё: но хаото» (蝶の羽音)             | 24 июля, 2007     |  |
| 05 | Sacrifice «Ниэ» (贄)                                    | 31 июля, 2007     |  |
| 06 | Longing for Freedom «Дзию: э но кацубо:» (自由への渇望) | 7 августа, 2007   |  |
| 07 | A Wandering Heart «Самаёу кокоро» (彷徨う心)            | 14 августа, 2007  |  |
| 08 | Fracture «Данрэцу» (断裂)                               | 21 августа, 2007  |  |
| 09 | Living Corpse «Икита сикабанэ» (生きた屍)               | 28 августа, 2007  |  |
| 10 | The Corpse Release Spell «Сикай но хо:» (尸解の法)      | 4 сентября, 2007  |  |
| 11 | Life and Death «Иноти то, си то» (命と、死と)           | 11 сентября, 2007 |  |
| 12 | Wheel of Destiny «Уммэй но ва» (運命の輪)               | апрель 2008       |  |
| 13 | We Want to Protect «Маморитай» (守りたい)               | апрель 2008       |  |

## Критика
«Помимо логической и интересной истории, в манге встречаются неожиданные повороты сюжета, благодаря чему становится ещё интереснее читать её» — Даника Давидсон, графический роман, репортаж.